# Sergey Georgyevich Gorshkov
Sergey Georgyevich Gorshkov (tiếng Nga: Серге́й Георгиевич Горшков; 26 tháng 2 năm 1910 - 13 tháng 5 năm 1988) là một Đô đốc Hải quân Liên Xô, từng hai lần được phong tặng danh hiệu Anh hùng Liên Xô. Ông là người có nhiều đóng góp vào việc mở rộng Hải quân Liên Xô thành một lực lượng toàn cầu trong Chiến tranh Lạnh.

## Thiếu thời và binh nghiệp trước chiến tranh
Sergey Georgyevich Gorshkov sinh năm 1910 tại Kamianets-Podilskyi, trong một gia đình người Nga. Thời niên thiếu, ông lớn lên ở Kolomna. Sau khi gia nhập Hải quân Liên Xô năm 1927, tháng 10 năm đó, ông vào học tại Trường Hải quân MV Frunze Leningrad.
Sau khi tốt nghiệp tháng 11 năm 1931, Gorshkov bắt đầu phục vụ tại Hạm đội Biển Đen với tư cách là sĩ quan canh gác trên tàu khu trục Frunze. Ông nhanh chóng được thăng lên chức vụ hoa tiêu của tàu chỉ một tháng sau đó, và vào tháng 3 năm 1932, ông được chuyển đến Hạm đội Thái Bình Dương để phục vụ ở vị trí tương tự trên tàu quét mìn Tomsk.
Tháng 1 năm 1934, Gorshkov được thăng chức hoa tiêu soái hạm của lữ đoàn rà phá thủy lôi của hạm đội. Tháng 11 năm đó, ông được trao quyền chỉ huy tàu hộ vệ lớp Uragan Buran.
Gorshkov theo học các khóa học dành cho chỉ huy tàu khu trục từ tháng 12 năm 1936 đến tháng 3 năm 1937, trở thành chỉ huy tàu khu trục Razyashchy sau khi tàu được hạ thủy. Tháng 10 năm 1937, Gorshkov được bổ nhiệm làm Tham mưu trưởng Lữ đoàn Khu trục hạm Hạm đội Thái Bình Dương, và đến tháng 5 năm 1938, ông được thăng làm chỉ huy của lữ đoàn. Trong giai đoạn này, ông tham gia Chiến dịch hồ Khasan trước khi được điều động về phía tây để chỉ huy Lữ đoàn Tuần dương hạm Hạm đội Biển Đen vào tháng 6 năm 1940. 

## Chiến tranh Vệ quốc vĩ đại

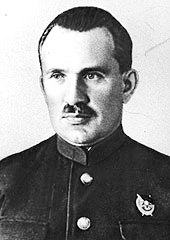
Gorshkov trong thời kỳ chiến tranh

Sau khi Chiến dịch Barbarossa nổ ra, lữ đoàn của Gorshkov đã tham gia tích cực vào các hoạt động của Hạm đội Biển Đen ngày từ những ngày đầu tiên của chiến tranh. Ngày 16 tháng 9 năm 1941, Gorshkov được thăng quân hàm Chuẩn đô đốc Trong chiến dịch phòng thủ Odessa, Gorshkov là người chỉ huy cuộc đổ bộ của thủy quân vào khu vực Grigoryevka. Tháng 10 năm 1941, ông được cử làm chỉ huy hải đoàn Azov. Cuối tháng 12 và đầu tháng 1 năm 1942, ông chỉ huy cuộc đổ bộ lên bờ biển phía bắc của bán đảo Kerch. Trong tháng 8, Gorshkov chỉ huy một lực lượng đông đảo gồm hơn 150 tàu chiến của hải đoàn, đột kích từ Biển Azov đến Biển Đen sau khi Hồng quân Liên Xô rút về Novorossiysk. Sau khi hải đoàn bị giải tán, ông trở thành phó chỉ huy lực lượng hải quân và là thành viên của hội đồng quân sự của Khu phòng thủ Novorossiysk. Là một đô đốc hải quân, tuy nhiên Gorshkov có thời gian ngắn nắm tạm quyền chỉ huy Tập đoàn quân 47 phòng thủ vệ khu vực trong Chiến dịch Kavkaz vào tháng 11 năm 1942. 
Sau khi Hải đoàn Azov được cải tổ lại vào tháng 2 năm 1943, Gorshkov được tái bổ nhiệm làm chỉ huy trưởng và chỉ huy hải đoàn tham gia các cuộc đổ bộ lên Taganrog, Mariupol và Osipenko, cũng như hỗ trợ Phương diện quân Bắc Kavkaz trong chiến dịch chiếm bán đảo Taman. Trong Chiến dịch Kerch – Eltigen tháng 11 năm 1943, Gorshkov đã đích thân giám sát việc chuẩn bị và đổ bộ cho cuộc tấn công chính. Vì khả năng lãnh đạo các hoạt động đổ bộ, ông đã được trao tặng Huân chương Kutuzov hạng 1, cùng lúc với Huân chương Ushakov hạng 2, vì thành tích chỉ huy hải đoàn trong quá trình tái chiếm Krym. 
Tháng 4 năm 1944, Gorshkov được bổ nhiệm làm chỉ huy trưởng Giang đoàn Danube. Ông đã chỉ huy đơn vị trong Chiến dịch tấn công chiến lược Iaşi–Chişinău, hỗ trợ Phương diện quân Ukraina 3 trong cuộc vượt sông Dnister và tiến vào cùng châu thổ sông Danube vào tháng 8 năm 1944. Ngày 25 tháng 9 năm 1944, Gorshkov được thăng lên quân hàm Phó đô đốc.
Từ tháng 9 đến tháng 11 năm 1944, đơn vị của Gorshkov tiếp tục hỗ trợ các Phương diện quân Ukraina 2 và Phương diện quân Ukraina 3|3]] trong các chiến dịch tấn công Beograd và Budapest. Tháng 12 năm 1944, ông được chuyển sang chỉ huy hải đoàn của Hạm đội Biển Đen, kết thúc chiến tranh ở vị trí đó. Ông đã được đề cập đến 7 lần trong các mệnh lệnh của Stalin với tư cách là Tổng tư lệnh tối cao lực lượng vũ trang Liên Xô.

## Chiến tranh lạnh
Sau khi chiến tranh kết thúc, Gorshkov tiếp tục chỉ huy hải đoàn cho đến khi trở thành Tham mưu trưởng Hạm đội Biển Đen vào tháng 11 năm 1948. Ông trở thành chỉ huy hạm đội vào tháng 8 năm 1951 và được thăng cấp Đô đốc vào ngày 3 tháng 8 năm 1953. Sau đó vào tháng 7. Năm 1955, ông được bổ nhiệm làm Phó Tổng tư lệnh thứ nhất Hải quân Liên Xô, và không lâu sau, lãnh đạo Liên Xô, Nikita Khrushchev đã bổ nhiệm ông vào chức vụ Tổng tư lệnh Hải quân Liên Xô vào tháng 1 năm 1956. Với tư cách là Tổng tư lệnh Hải quân Liên Xô, Gorshkov đồng thời giữ chức vụ Thứ trưởng Bộ Quốc phòng Liên Xô, nhận quân hàm Đô đốc hạm đội vào ngày 24 tháng 4 năm 1962. Dưới thời Leonid Brezhnev, Gorshkov đã giám sát công cuộc phát triển một lực lượng hải quân khổng lồ, xây dựng một lực lượng lớn tàu nổi và tàu ngầm, tạo ra một sức mạnh hải quân có khả năng thách thức hải quân phương Tây vào cuối thập niên 1970. Chúng bao gồm việc áp dụng vũ khí hạt nhân, được chuyên chở bằng tàu ngầm và máy bay mang tên lửa đạn đạo, cũng như sự phát triển của tàu ngầm hạt nhân và máy bay, trực thăng trên hạm. Để thể hiện sức mạnh quân sự của Liên Xô, Gorshkov đã cử những đội tàu đi những chuyến hành trình dài ngày và thành lập các hải đoàn hoạt động ở Biển Địa Trung Hải và Đại Tây Dương, Thái Bình Dương và Ấn Độ Dương, xây dựng một lực lượng hải quân nước xanh hùng mạnh. Ông được trao tặng danh hiệu Anh hùng Liên Xô vào ngày 7 tháng 5 năm 1965 và được thăng cấp Đô đốc Hải quân Liên Xô - cấp bậc cao nhất của Hải quân Liên Xô - vào ngày 22 tháng 10 năm 1967. Ông là người thứ 3 và cũng là người cuối cùng thụ phong quân hàm này.

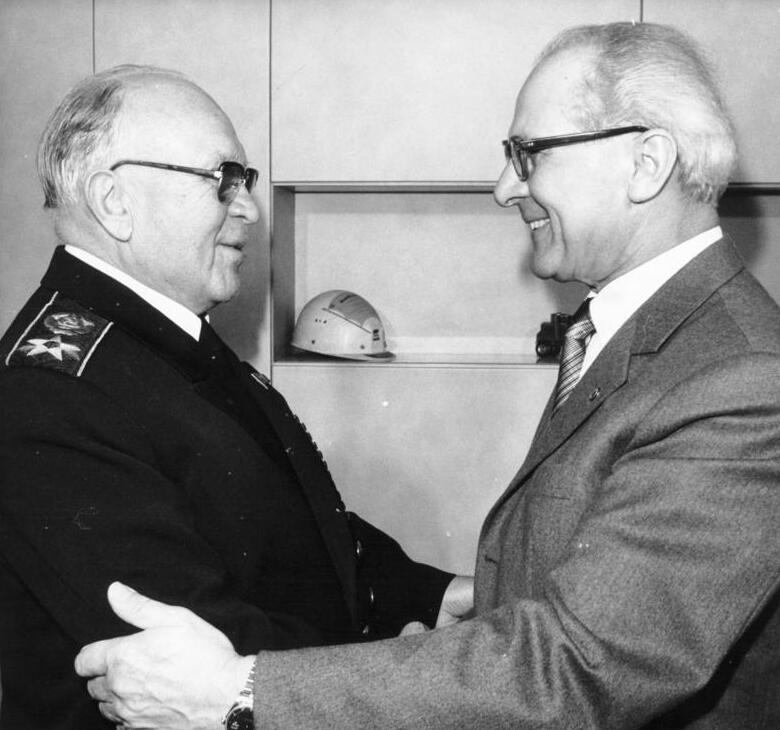
Đô đốc Gorshkov gặp nhà lãnh đạo Cộng hòa Dân chủ Đức Erich Honecker, 1980

Gorshkov một lần nữa được phong tặng danh hiệu Anh hùng Liên Xô vào ngày 21 tháng 12 năm 1982. Ông được điều động sang Đoàn Tổng thanh tra Bộ Quốc phòng vào tháng 12 năm 1985, một vị trí chuẩn bị nghỉ hưu cho các sĩ quan cao tuổi. Ông qua đời tại Moskva ngày 13 tháng 5 năm 1988 và được chôn cất tại Nghĩa trang Novodevichy.

## Giải thưởng, danh hiệu
- Anh hùng Liên Xô, hai lần (1965 và 1982)
- Huân chương Lenin - 7 lần (1953, 1960, 1963, 1965, 1970, 1978, 1982)
- Huân chương Cách mạng Tháng Mười (1968)
- Huân chương Cờ đỏ, bốn lần (1942, 1943, 1947, 1959)
- Huân chương Ushakov, hạng 1 và hạng 2
- Huân chương Kutuzov
- Huân chương Chiến tranh Vệ quốc hạng 1 (1985)
- Huân chương Sao đỏ
- Giải thưởng Nhà nước Liên Xô (1980)
- Giải thưởng Lenin (1985)
- Công dân danh dự của Sevastopol, Vladivostok, Berdyansk, Yeysk và Severodvinsk
- Vũ khí danh dự (1968)

## Lược sử quân hàm
- Thiếu tá hải quân (Капитан 3-го ранга; 1937).
- Trung tá hải quân (Капитан 2-го ранга; 1939).
- Đại tá hải quân (Капитан 1-го ранга; 1940).
- Chuẩn đô đốc (Контр-адмирал; 16.09.1941).
- Phó đô đốc (Вице-адмирал; 25.09.1945).
- Đô đốc (Адмирал; 03.08.1953).
- Đô đốc hạm đội (Адмирал флота; 28.04.1962).
- Đô đốc Hải quân Liên Xô (Адмирал Флота Советского Союза; 28.10.1967).

### Trích dẫn
1. 1 2 3 4 5 6  Lurye 2001, tr. 59–60.